# Baltzar von Platen (1766-1829)
 Der er flere personer med dette navn, se Baltzar von Platen.
Baltzar Bogislaus von Platen (født 29. maj 1766 på slægtens stamgods Dornhoff (Rügen) i Svensk Forpommern, død 17. december 1829 i Kristiania) var en svensk greve og statsmand, far til Baltzar von Platen (1804-1875).
von Platen blev fændrik ved orlogsflåden, var 1782—85 i kofffarditjeneste
og deltog i begyndelse af den russiske krig 1788. Såret ved Helgoland faldt han i russisk fangenskab, af
hvilket han først frigaves efter Fredens Afslutning. Han avancerede efterhaanden til Oberstløjtnant ved Admiralitetet
og Generalfløjadjutant (1795) og nød megen Anseelse som en dygtig og indsigtsfuld Søofficer. Misfornøjet med
Forholdene i Flaaden tog P. 1800 sin Afsked af Krigstjenesten med Obersts Karakter. Samme år
bosatte han sig paa det af ham købte Gods Frugården på Vänersnäs i Västergötland,
hvor han snart vandt Anseelse som en særdeles driftig og dygtig Landmand. Næsten
samtidig med hans Flytning til Landet opstod hos P. Tanken om at virkeliggøre det gamle
Forslag om en Kanal mellem Østersøen og Nordsøen. 1801 indvalgt i Bestyrelsen for
Trollhätte Kanalselskab fik han Lejlighed til at gøre sig bekendt med Daniel af Thunberg’s langt
tidligere udkastede Kanalplan, og fra den Tid satte han Göta Kanal som sit Livs vigtigste
Maal. 1806 udgav P. sit vigtige Arbejde, »Afhandling om canaler igenom Sverige med
särskildt afseende på Venerns ammanbindande med Östersjön«. Den af Regeringen 1808
indkaldte dygtige eng. Kanalbygger Thomas Telford tog efter foretagne Undersøgelser Ordet
for Forslagets Udførelse, og saaledes var Kanalspørgsmaalet færdigt til at overgaa fra
Tanke til Handling, da Revolutionen 1809 kom imellem. Bl. de saakaldte »Mænd af 1809« var
P. en af de mest fremragende og særlig nær forbunden med Adlersparre, hvorved det blev
let nok at gennemføre den Kredit i Banken, som ansaas nødvendig for Arbejdets Udførelse.
P. valgtes paa Rigsdagen 1809 ind i Konstitutionsudvalget, blev s. A. Statsraad og i
Forening dermed Kontreadmiral. Göta-Kanalselskab dannedes 1810, og P. blev Direktionens
Formand. Efter 1812 af have taget sin Afsked fra Statsraadet kunde han udelt hellige sine
bedste Kræfter til Kanalværkets Fuldførelse, altid aarvaagen for dets Interesser, stadig
slagfærdig over for Modstanderne under og imellem Rigsdagssamlingerne, raadgivende i de
ofte vanskelige Situationer og vel ogsaa nu og da ikke saa lidt selvraadig. P. opnaaede at se
Göta-Kanals Västgötalinie aabnet 1822 og Linjen mellem Søerne Vättern og Roxen 1825.
De Planer til Forening med Norge, som spillede en saa vigtig Rolle, saavel som Christian
August’s Valg til Kronprins, omfattede P. med sin sædvanlige Iver. Han fik ogsaa herved
betroet Udførelsen af adskillige, yderst vanskelige Underhandlinger og kom ved denne Lejlighed
i nær og fortrolig Berøring med flere af de ledende Mænd i Norge. Han tog over for Karl
Johan Ordet for Foreningen og valgtes 1814 til en af de sv. Kommissærer, hvis Arbejder
hidførte Sveriges og Norges Forening. Som Belønning for sine politiske Fortjenester blev P.
1814 udnævnt til Viceadmiral og 1815 ophøjet i Grevestanden. I Novbr 1827 udnævntes han til
Rigsstatbolder i Norge, men levede for kort Tid til at naa at udrette noget paa denne Post,
fra hvilken han for øvrigt den halve Tid var fraværende, hjemme optaget af
Rigsdagsarbejder og Omsorgen for Göta-Kanal. P. var en udpræget Karakter med grundig Indsigt og
uhyre Arbejdsevne, redelig og strengt uegennyttig, uforfærdet og resolut, men tillige noget
despotisk og ret ømtaalig, naar det gjaldt for ham dyrebare Spørgsmaal.